# Marcel Demets
Marcel Demets (Moeskroen, 27 augustus 1913 - 18 november 1984) was een Belgisch volksvertegenwoordiger.

## Levensloop
Hij werd beheerder en promotor van vakantiecentra.
In 1946 werd hij voor de socialistische BSP verkozen tot gemeenteraadslid van Moeskroen, waar hij van 1952 tot 1958 en van 1964 tot 1982 schepen was. In 1980 was hij eveneens korte tijd dienstdoend burgemeester.
In 1949 werd hij voor het arrondissement Kortrijk verkozen tot lid van de Kamer van volksvertegenwoordigers en bleef dit mandaat uitoefenen tot in 1977. Nadat Moeskroen overgeheveld werd naar het arrondissement Doornik-Aat, vertegenwoordigde hij vanaf 1965 dit arrondissement. 